# Šabačka gimnazija
Šabačka gimnazija, čiji je stari naziv Gimnazija „Vera Blagojević“ je škola u Srbiji.  Osnovana je 1837. godine, u zgradi nekadašnje Polugimnazije, a današnjoj zgradi Narodnog muzeja. Šabačka gimnazija je sada smeštena pored stare zgrade, u Masarikovoj 13, u samom centru grada, preko puta Biblioteke Šabačke. Stari nazivi škole su Šabačka polugimnazija, Gimnazija gospodara Jevrema Obrenovića, Srpska kraljevska gimnazija, Podrinska gimnazija, Gimnazija Vera Blagojević. Dan škole je izglasalo Nastavničko veće 2006. godine i to je 8. novembar, Mitrovdan.
Škola ukupno ima oko 750 učenika u 6 smerova i 28 odeljenja: društveno-jezički, prirodno-matematički, računarski, filološki, audio-vizuelni i opšti smer . Dva odeljenja su društveno-jezičkog smera i opšteg smera, jedno je prirodno-matematičkog, filološkog, audio-vizuelnog i računarskog smera. Smer filološke gimnazije uveden je u školu 2004. godine, a informatički smer 2006. godine, opšte odeljenje uvedeno je 2014. godine, dok je audio-vizuelni uveden 2023. godine.

## Istorijat
Na samom početku rada škole, nastava se održavala po privatnim kućama, pa u Jevremovom konaku, a potom u kući Kuzmana Lazarevića. Nakon toga promenjeno je još nekoliko kuća, pa je posle smeštena u kući pored crkvene porte i opštinske škole. Nakon toga, kupljeni su placevi preko puta Vladičanskog dvora (danas Biblioteke šabačke), a posao za izgradnju je dobio Šapčanin, Karel Ščasni. Zgrada Polugimnazije (današnji Narodni muzej) otvorena je 8. novembra 1857, a osveštana je dva dana kasnije, dok se prvo školsko zvono oglasilo 11. novembra 1857. Tokom 60-ih godina devetnaestog veka, u zgradu se useljavaju vojska i bolnica, a đaci pohađaju nastavu u zgradi osnovne škole. Nakon povratka u prvobitnu zgradu, uređeni su pojedini kabineti u zgradi današnje Biblioteke šabačke, a u dvorištu je napravljen gimnastički poligon. Godine 1840. prva pozorišna predstava u gradu je održana u zgradi škole. Godine 1900. škola je učestvovala na Međunarodnoj izložbi u Parizu, uz posebno zalaganje profesora i đaka.
Zgrada današnje gimnazije je nastajala u rasponu od 1892. do 1935. godine. Nova zgrada, koja je jednim delom izlazila na ulicu Vojvode Mišića, izgrađena tokom 1891. i 1892. godine. Na postojećem objektu podignut je sprat, kako bi se dobile 4 učionice. Godine 1926. dograđeno je još jedno krilo škole, što je zabeleženo i na mermernoj ploči, koja se nalazi u školskom hodniku. Sedam učionica i svečana sala su dobijene doziđivanjem tokom 1935. godine. Pri svim gradnjama vodilo se računa da objekti budu stilski i arhitektonski ujednačeni. Danas zgrada ostavlja utisak da je građena u jednom periodu, mada je građena iz četiri puta. Osnovni objekat je u obliku ne potpuno srazmernog slova T. Ukrasa na zgradi nema mnogo, osim nekih nadprozornika i dva zabata na kojima se nalaze floralna dekoracija i kraljevska kruna. Škola je povodom stogodišnjice 1937. odlikovana ordenom Svetog Save I stepena.
U zgradama škole su boravile austrougarska vojska za vreme Prvog svetskog rata, i nemačka vojska tokom Drugog svetskog rata pri čemu su više puta demolirane i pljačkane. Tokom narednih godina vršene su razne popravke i proširenja, da bi se 1954. godine prizemni deo ustupio Gradskom muzeju, koji dobija celu zgradu na raspolaganje 1961. godine. Zgrada je 1979. godine proglašena spomenikom od velikog značaja.
Značajna dogradnja desila se 1987. godine kada je podignuta školska hala površine 2500 m², koja ima prolaz u spratnom delu sa školom. U hali se nalaze i likovni kabinet, kabinet za muzičku kulturu, geografiju i računarstvo i informatiku. U dvorištu je formiran sportski teren.

## Škola danas
Godine 2017. rekonstruisana je fiskulturna sala i kabineti koji se nalazi u zgradi gde je hala, kabinet za računarstvo i informatiku, geografiju, likovnu kulturu, muzičku kulturu, manji multimedijalni kabinet.
Šabačka gimnazija ostaje pokretač ideja koje doprinose širini duha, kulturnom i naučnom napretku i ona važi i danas za jednu od najplemenitijih škola.
Škola ima moderne kabinete za fiziku, hemiju, biologiju, likovno, muzičko, geografiju, računarstvo i informatiku, građansko vaspitanje, multimedijalnu učionicu, biblioteku sa čitaonicom, sportsku halu i otvoren sportski teren. U dvorištu škole nalazi se pekara. Postoje različite sekcije, kao i Gimnazijski glasnik koji izlazi jednom godišnje i publikacija Prevodilačkih svezaka. U školi se dešavaju mnoge aktivnosti : priredbe, predstave, spotski turniri, razmene učenika, prezentacije, predavanja i dr.

## Istaknuti učenici škole
Učenici Šabačke gimnazije bili su: Jovan Cvijić, Stojan Novaković, Miloš Moskovljević, Milorad Popović Šapčanin, Ljubomir Stojanović, Jovan Đorđević, Janko Veselinović, Laza K. Lazarević, Kosta Abrašević, Stanislav Vinaver, Mileva Marić-Ajnštajn, Vojislav S. Radovanović, Oskar Davičo, Vera Blagojević, Milić od Mačve, profesor dr Boško Suvajdžić. Školu su pohađali akademici, naučnici, književnici, slikari, ministri, filmski reditelji, profesori univerziteta, kao i istaknuti profesori koji su radili ili/i danas rade u ovoj uglednoj školi.

## Spoljašnje veze
- Zvanični sajt
- Sedam prvih mesta na takmičenju iz istorije (Glas javnosti)